# Hastein
Hásteinn Ragnarsson (scritto anche come Hastein Haesten, Hæsten, Hæstenn o Hæsting o Alsting) (Norvegia, ... – ...; fl. IX secolo) fu un capo vichingo della fine del IX secolo, figlio del Re semi-leggendario Ragnarr Loðbrók e appartenente alla Dinastia di Munsö, che guidò numerose spedizioni di razzia, considerato il più forte combattente della sua epoca.

## Gioventù
Poco si sa della gioventù di Hastein, descritto come un norreno nella Cronaca anglosassone. Viene considerato come figlio di Ragnarr Loðbrók. La prima volta viene citato mentre prende parte al comando di un attacco vichingo al Regno franco, occupando Noirmoutier-en-l'Île nell'843, e poi di nuovo nella Loira, nell'859, durante la grande razzia che fece nel Mediterraneo. Dudone di San Quintino lo descrive nelle cronache storiche come il più "duro, distruttivo, feroce e molto altro ancora".
Guidò nell'autunno del 865, insieme ai fratelli Ívarr Ragnarsson, Hálfdan, Ubbe e Bjǫrn, la Grande armata danese nell'invasione della regione inglese dell'Anglia orientale per vendicare la morte del padre.

## Spagna e Mediterraneo
Una delle più famose razzie vichinghe fu rappresentata dal viaggio di Hastein nel Mediterraneo (859-862), condotto con il fratello Björn Ragnarsson, altro figlio di Ragnarr Loðbrók, con 62 navi in partenza dalla Loira. L'attacco cominciò male, con Hastein sconfitto dagli Asturiani e poi dai musulmani Omayadi del Califfato di Cordova a Niebla nell'859. Hastein attende e poi si scatena diventando devastante con il successo del saccheggio di Algeciras, dove la moschea fu bruciata, e con la devastazione di Mazimma nel sultanato Idriside, sulla costa settentrionale dell'Africa, seguito da altri raid nel califfato, ad Orihuela, nelle Isole Baleari ed nel Rossiglione.
Hastein e Björn passarono l'inverno su un'isola in Camargue, alla foce del Rodano prima di razziare Narbona, Nîmes e Arles, per poi dirigersi a nord a Valence e poi, lungo la costa ligure, in Italia. Qui attaccarono Luni, grande città collocata all'estremità sudorientale dell'attuale regione Liguria.
Credendo erroneamente (a causa del lusso visibile) che Luni fosse nientemeno che Roma, Hastein decise di saccheggiare la città con ogni mezzo. Davanti a Luni Hastein si fece portare dai suoi uomini alla porta, dove chiese alle guardie di farlo entrare perché, prossimo alla morte, avrebbe desiderato convertirsi al cristianesimo. Una volta all'interno, fu portato alla chiesa cittadina dove ricevette i sacramenti, prima di saltare fuori dalla barella e condurre i suoi uomini al saccheggio della città. Secondo un'altra storia avrebbe voluto convertirsi prima di morire, e il giorno seguente avrebbe finto la morte. La città concesse a 50 dei suoi uomini di entrare in città per la sepoltura, tutti armati sotto i vestiti. Hastein saltò fuori dalla bara decapitando il religioso per poi saccheggiare la città. Una volta razziata Luni, saccheggiò Pisa e, una volta risalito l'Arno, razziò anche Fiesole. È probabile che la flotta abbia poi fatto rotta verso l'Impero bizantino nel Mediterraneo orientale.
Sulla strada di ritorno verso la Loira si fermò in Africa settentrionale dove acquistò numerosi schiavi (noti ai vichinghi come blámenn, "uomini blu", forse africani occidentali o Tuareg) poi rivenduti in Irlanda. Sulla strada di casa, Hastein e Björn furono sconfitti da una flotta musulmana poco dopo lo stretto di Gibilterra, ma riuscirono a saccheggiare Pamplona prima di raggiungere la Loira con 20 navi.

## La Loira e la Senna
Reinsediatosi in Britannia, Hastein si alleò con Salomone di Bretagna contro i Franchi nell'859, e facendo parte dell'esercito vichingo-bretone uccise Roberto il Forte nella battaglia di Brissarthe, nei pressi di Châteauneuf-sur-Sarthe. Nell'867 saccheggiò Bourges e l'anno successivo attaccò Orléans. Rimase in pace fino alla primavera dell'872, quando risalì il fiume Maine occupando Angers, dove fu assediato dal re franco Carlo il Calvo, con cui stipulò la pace nell'ottobre dell'873.
Hastein rimase nella regione della Loira fino all'882, quando fu espulso da Carlo e si spostò a nord lungo la Senna. Rimase qui finché i Franchi non assediarono Parigi, e il suo territorio della Piccardia non fu in pericolo. Fu in questo momento che iniziò a mettere gli occhi sulle ricchezze inglesi.

## L'esercito di Hastein in Inghilterra
Hastein giunse la prima volta in Inghilterra da Boulogne nell'892, guidando una delle due grandi compagnie. Il suo esercito, il più piccolo dei due, sbarcò con 80 navi occupando il villaggio reale di Milton nel Kent, mentre i suoi alleati giungevano ad Appledore con 250 navi. Alfredo il Grande dislocò l'esercito sassone occidentale tra di loro, in modo da impedir loro di unirsi, il che portò Hastein ad accettare i termini dell'offerta proposta. Due suoi figli furono battezzati ed egli abbandonò il Kent per l'Essex. L'esercito più numeroso tentò di riunirsi ad Hastein dopo aver razziato l'Hampshire ed il Berkshire nella primavera dell'893, ma fu sconfitto a Farnham dagli uomini guidati da Edoardo il Vecchio, figlio di re Alfredo. I sopravvissuti raggiunsero l'esercito di Hastein a Mersea Island, dopo che un esercito formato da sassoni occidentali e merciani aveva fallito nel tentativo di cacciarli dalla loro fortezza di Thorney.
Hastein si ritrovò a capo di un formidabile esercito di Danesi presso il suo campo fortificato (o burh) a Benfleet nell'Essex, dove unì uomini e navi provenienti da Appledore e Milton. Organizzò un raid in Mercia, ma mentre l'esercito principale era lontano da casa, la guarnigione fu sconfitta dalla milizia del Wessex orientale. I Sassoni occidentali conquistarono il forte, assieme alle navi, donne e bambini. Questo fu un duro colpo per Hastein, il quale aveva perso la moglie e i figli a Benfleet. Riorganizzò le forze presso il forte di Shoebury ancora più a nord nell'Essex, ricevendo rinforzi dai danesi del Regno dell'Anglia orientale e dallo scandinavo Regno di Jórvík. Riebbe anche due dei suoi figli, coloro per i quali Alfredo ed Etelredo avevano fatto da padrini durante il battesimo dell'893.
Hastein ordinò ai suoi uomini di razziare la valle del Tamigi e di risalire il fiume Severn. Fu inseguito per tutto il tempo da Aethelred di Mercia e da un esercito di merciani e sassoni, rinforzato da un contingente di guerrieri provenienti da regni gallesi. Alla fine l'esercito vichingo fu intrappolato sull'isola di Buttingham nel fiume Severn, vicino a Welshpool, dove combatterono per molte settimane. Persero molti uomini e dovettero tornare alla fortezza di Shoebury. Alla fine dell'estate dell'893, gli uomini di Hastein attaccarono di nuovo. Prima portarono navi e donne in Anglia orientale e poi, con dei rinforzi, marciarono su Chester per occupare la fortezza romana in rovina. La fortezza ripristinata avrebbe garantito un'eccellente base per le razzie in Mercia, ma i merciani decisero di fare terra bruciata distruggendo tutte le coltivazioni dei dintorni e affamando i vichinghi.
In autunno l'esercito assediato lasciò Chester, spostandosi a sud dove devastò i regni gallesi di Brycheiniog, Gwent e Glywyssing fino all'estate dell'894. Si diresse poi verso la Northumbria, le terre danesi dei Five Burghs, e l'Anglia orientale per fare ritorno all'isola di Mersea. Nell'autunno dell'894 l'esercito risalì il Tamigi fino al nuovo forte di Lea. Nell'estate dell'895 Alfredo giunse con l'esercito sassone occidentale, bloccando il corso del Lea con un forte su ogni lato del fiume. I danesi abbandonarono il loro campo, tornando dalle donne in Anglia orientale e organizzando una nuova grande marcia nelle Midlands fino ad un luogo sul Severn (dove ora si trova Bridgnorth), seguiti tutto il tempo dai nemici. Qui rimasero fino alla primavera dell'896, quando l'esercito si disperse finalmente in Anglia orientale, Northumbria e in Francia, lungo la Senna.

## Retaggio
Hastein scompare dalla storia attorno all'896. Fu uno dei più famosi e vittoriosi vichinghi di tutti i tempi, con dozzine di città saccheggiate in numerosi regni d'Europa e Africa settentrionale.
Viene identificato anche con il Jarl Hasting che controllò le Isole del Canale per un certo tempo.